# Circuit de l'étoile
 (juin 2016).
Le circuit en étoile, ou la convergence (« Fahrradsternfahrt » en allemand, « Bike Star ride » en anglais), est une manifestation pendant laquelle les cyclistes de différents endroits se rejoignent en un même point, comme s’ils venaient de l’extrémité des branches d’une étoile ayant pour point de ralliement son centre.

## Le circuit en étoile à Berlin et Brandebourg (Allemagne)

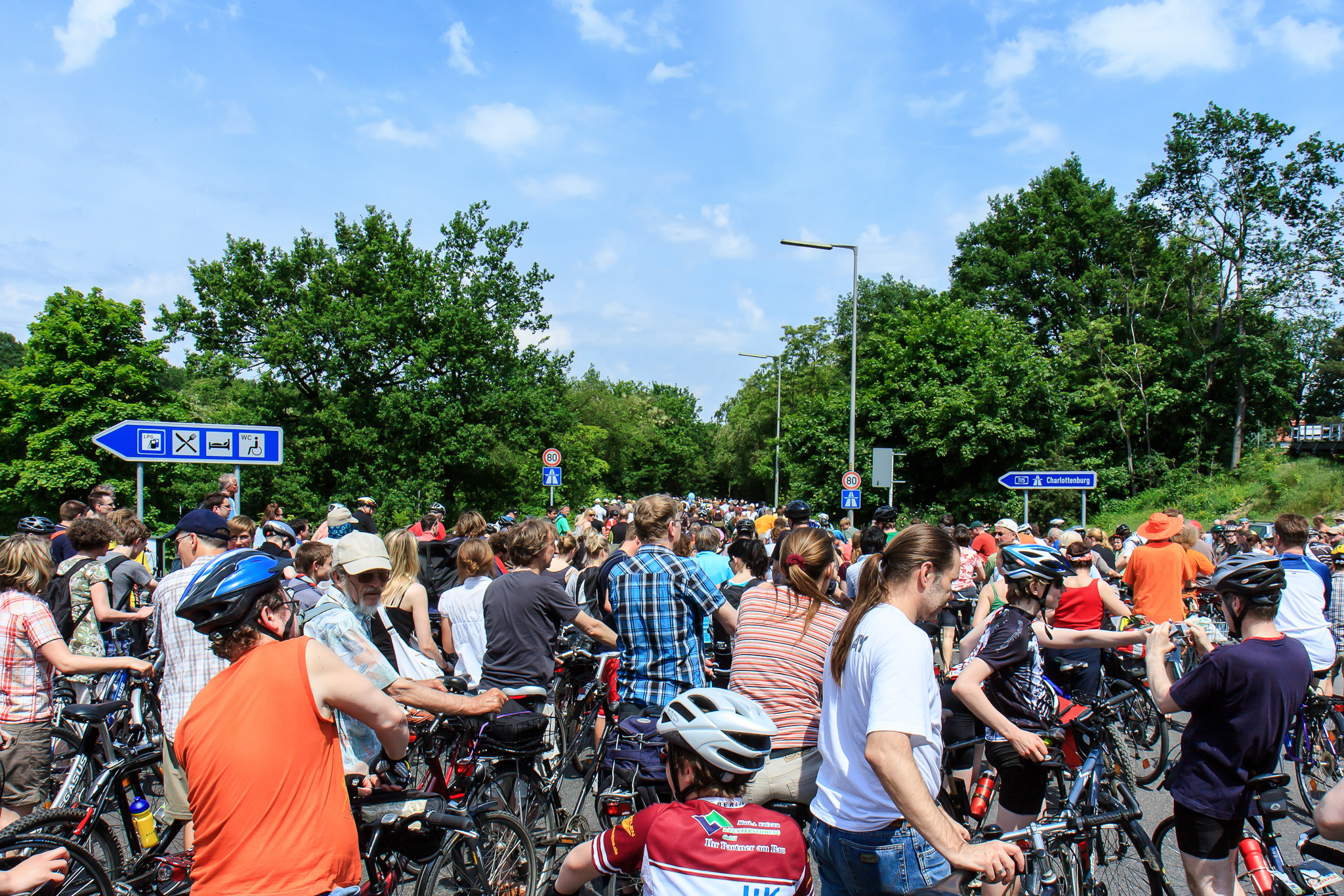
Berlin 2010

Le circuit en étoile de Berlin et Brandebourg est une manifestation cycliste qui s’est fortement développée jusqu’à atteindre une renommée mondiale ces dernières années. Son but est de rendre la circulation à vélo plus sûre et plus attractive. La première manifestation s’est produite le 5 juin 1977, mais le nombre de participants est en constante augmentation. Depuis le milieu des années 1990, il dépasse les 25 000. D’après les données des organisateurs, la barre des 100 000 participants aurait été atteinte en 2004. En 2004, 250 000 cyclistes auraient participé d’après la police de Berlin. En raison du mauvais temps, ce nombre est revenu à 100 000 en 2005 et 2006. L’organisateur est l’ADFC (Allgemeiner Deutscher Fahrrad-Club) de Berlin.
La manifestation a lieu en général le premier dimanche de juin à l’occasion de la Journée mondiale de l'environnement. Ainsi, le but est aussi de montrer que le vélo est  une alternative respectueuse de l’environnement aux modes de transport polluants.

### Évolution du nombre de participants à la manifestation de Berlin
Il s’agit des chiffres officiels de l’ADFC de Berlin.
| Année                | 2012    | 2011    | 2010    | 2009    | 2008    | 2007    | 2006    | 2005    | 2004    | 2003    | 2002    | 2001   | 2000   | 1999   | 1998   | 1997   | 1996   | 1995   |
| -------------------- | ------- | ------- | ------- | ------- | ------- | ------- | ------- | ------- | ------- | ------- | ------- | ------ | ------ | ------ | ------ | ------ | ------ | ------ |
| Participants         | 150 000 | 150 000 | 200 000 | 100 000 | 250 000 | 250 000 | 100 000 | 100 000 | 250 000 | 100 000 | 100 000 | 50 000 | 30 000 | 25 000 | 25 000 | 25 000 | 25 000 | 10 000 |
| Circuits             | -       | 19      | 19      | 18      | 18      | 18      | 19      | 17      | 16      | -       | 13      | 13     | 13     | -      | -      | -      | -      | -      |
| Points de ralliement | -       | 89      | -       | 86      | 80      | 82      | 81      | 81      | 75      | -       | 57      | 56     | -      | -      | -      | -      | -      | -      |

## Le circuit en étoile en Ile de France / Paris (France)
Une manifestation analogue dénommée "Convergence" est organisée en Île-de-France, chaque année depuis 2007, par l'association Mieux se déplacer à bicyclette.

### Évolution du nombre de participants à la manifestation de Paris
| Année                | 2014  | 2013  | 2012  | 2011  | 2010  | 2009  | 2008 | 2007 |
| -------------------- | ----- | ----- | ----- | ----- | ----- | ----- | ---- | ---- |
| Participants         | 2 000 | 2 000 | 1 300 | 1 300 | 1 000 | 1 500 | -    | -    |
| Circuits             | -     | -     | -     | -     | 43    | 29    | -    | -    |
| Points de ralliement | -     | -     | -     | -     | 110   | 100   | -    | -    |